# Cotoneaster majoricensis
Cotoneaster majoricensis es un arbusto caducifolio de la familia Rosaceae endémico de la Sierra de Tramontana de Mallorca, España.
Puede superar 2,5 m de altura y fue descubierta en el año 2002 en el macizo del Puig Major, en paredes verticales de difícil acceso. Posteriormente, una exploración más concienzuda de la sierra permitió descubrir otras poblaciones de la planta en la Serra des Teixos en el macizo de Masanella; se ha encontrado entre los 1180 and 1400 m de altitud. Cotoneaster majoricensis fue descrita en el año 2012 por los botánicos Llorenç Sáez y Josep Antoni Rosselló, por lo que se convirtió en la primera planta del género Cotoneaster en Baleares. A pesar de que un solo individuo puede presentar varios centenares de flores, sólo una pequeña parte desarrolla frutos viables. Debido al bajo número de individuos existentes —se conocen apenas 94 ejemplares, de los cuales 29 son reproductores—, a la baja capacidad de reproducción, a la intensa herbivoría por parte de las cabras asilvestradas (la afectación más grave), a la presión antrópica (en forma de pisoteo por escalada y residuos) y a la competencia con otras plantas, Cotoneaster majoricensis se encuentra en peligro crítico de extinción. Los intentos de reproducción ex situ a partir de semillas han logrado un éxito muy limitado. Está declarada como especie en peligro de extinción en el Catálogo Balear de Especies Amenazadas y de Especial Protección. Se desconoce su biología reproductiva, pero en el género Cotoneaster son frecuentes las especies con mecanismos de reproducción apomícticos. Florece desde finales de mayo hasta mediados de julio y la fructificación tiene lugar entre julio y mediados de agosto. Morfológicamente, es similar a Cotoneaster tomentosus y a Cotoneaster raboutensis, pero presenta características propias, como pétalos blancos y fruto piriforme.